# Zoetstof

Structuurformule van sucralose

Een zoetstof is een stof die zoet smaakt. De term wordt in twee betekenissen gebruikt:
- voor stoffen die niet tot de suikers behoren, maar die wel, net als suiker, het zintuig voor zoete smaak prikkelen
- voor alle zoetmakers, zowel suikers als andere zoetstoffen.

## Zoetsmakende stoffen
Voedsel wordt zoet doordat het een zoetmaker bevat. Deze zoetmakers zijn in te delen in een of meer van de volgende categorieën:
- suikers, bijvoorbeeld glucose, fructose, lactose en sacharose (eindigend op -ose)
- suiker-bevattende complexe stoffen, bijvoorbeeld stevioside en glycyrrizinezuur (zoethout) (uit planten gewonnen, met sterk uiteenlopende zoetkracht)
- eiwitten, bijvoorbeeld thaumatine
- polyolen, (meervoudige alcoholen) bijvoorbeeld sorbitol, xylitol, lactitol, maltitol en isomalt, die op basis van suiker zijn vervaardigd, maar zelf geen suikers zijn (deels uit planten gewonnen, deels synthetisch). Minder calorieën dan suiker, maar vrijwel altijd ook minder zoetkracht. Worden aangegeven als koolhydraten.
- niet-calorische zoetstoffen, welke in de stofwisseling geen energie opleveren (kunstmatige zoetstoffen), bijvoorbeeld  aspartaam, natriumcyclamaat, stevioside en steviolglycoside, sucralose en sacharine, (meestal van synthetische oorsprong). De zoetkracht is hoog vergeleken met suiker: de meeste stoffen in deze categorie zijn honderden keer zo zoet.

## Toepassingen
Hoewel de verbrandingswaarde van de 'niet-calorische zoetstoffen' (het aantal calorieën per gram) ongeveer gelijk is aan die van suiker, zijn ze zóveel zoeter dan suiker (tot wel 500 maal) dat ze in veel kleinere hoeveelheden kunnen worden toegepast. Wanneer een zoetstof vijfhonderd maal zoeter is dan suiker, kan er in een consumptie waar normaal 500 gram suiker in gaat volstaan worden met slechts 1 gram van die zoetstof.
Zoetstoffen worden onder andere toegepast in gebakjes en snoepproducten zoals drop, om tandbederf tegen te gaan. Ze worden toegevoegd aan limonadesiroop en aan kindertandpasta.
Voor diabetici zijn polyolen vaak een bruikbare zoetstof.

## Dosering
Er bestaat een tweetal standaarden die aangeven hoeveel zoetstof men zonder bezwaar tot zich kan nemen:
- ADI: de "aanvaardbare dagelijkse inname" geeft per stof aan, hoeveel inname per dag verantwoord is.
- ARfD: de "acute reference dose" geeft aan hoeveel inname ineens nog verantwoord is.

Overigens is niet altijd duidelijk wat de gevolgen zijn als iemand zo'n dosis overschrijdt. Ook is de vaststelling van een ADI natte-vingerwerk, waarbij een grote veiligheidsmarge wordt aangehouden.

## Bijwerkingen
Polyolen kunnen bij overmatig gebruik diarree veroorzaken. Omdat ze in de darmen door bacteriën worden omgezet komen er gassen vrij, waardoor ze winderigheid veroorzaken
Kunstmatige zoetstoffen krijgen steeds weer kritiek te verduren, omdat ze niet altijd onschadelijk zijn. Sommigen mogen niet voorkomen in voedsel dat speciaal bestemd is voor baby's, peuters en kleuters. Onderzoek uit 2005 van de Nederlandse Voedsel- en Warenautoriteit gaf aan dat 96% van de producten die zoetstof bevatten, de toegestane doses niet overschrijden. Indien die producten echter naast elkaar worden gebruikt, kan uiteraard wel overschrijding plaatsvinden.
Met name voor natriumcyclamaat werd gevonden dat het gebruik bij kinderen van 1 tot 4 jaar tot een inname boven de ADI kan leiden als ze meer dan een a twee glazen (van een kwart liter) per dag drinken; voor kinderen tussen 4 en 8 wordt maximaal drie glazen aanbevolen door het Nederlandse voedingscentrum, voor volwassenen maximaal zeven glazen. De meeste 'light' frisdranken worden overigens niet met natriumcyclamaat maar met aspartaam gezoet.
Van aspartaam wordt wel beweerd dat het kankerverwekkend zou zijn, maar dit wordt door onder andere het Koningin Wilhelmina Fonds met stelligheid ontkend. Ook de Europese Voedselautoriteit (EFSA), de wetenschappelijke adviesraad van de EU heeft in mei 2006 opnieuw bevestigd dat er geen reden is om de huidige ADI van 40 mg/kg/dag te verlagen. Andere instanties, zoals het Voedingscentrum en vergelijkbare instanties in andere Europese landen beschouwen aspartaam als volledig veilig.
Alleen voor fenylketonurie-patiënten wordt aspartaam afgeraden omdat een van de afbraakproducten, fenylalanine, voor hen gevaarlijk is.

## Lijst van zoetstoffen
Hieronder volgt een (onvolledige) lijst van zoetstoffen, met hun zoetheid in vergelijking met gewone suiker (sacharose)
| Zoetstof                                        | Zoetheid t.o.v. sacharose op gewichtsbasis | Status/ E-nummer |
| ----------------------------------------------- | ------------------------------------------ | ---------------- |
| 5-nitro-2-propoxyaniline                        | 4000                                       | giftig           |
| acesulfaam-K                                    | 200                                        | E950             |
| advantaam                                       | 20.000                                     | E969             |
| aspartaam                                       | 200                                        | E951             |
| berylliumchloride                               | ?                                          | extreem giftig   |
| brazzeïne                                       | 500 - 2000                                 | natuurlijk       |
| chloroform                                      | ?                                          | giftig           |
| D-leucine                                       | ?                                          | ?                |
| dulcine (paraffinetidine-ureum)                 | 250                                        | ?                |
| erytritol                                       | 250                                        | E968             |
| fructose                                        | 1,73                                       | suiker           |
| galactose                                       | 0,32                                       | suiker           |
| glucose                                         | 0,74                                       | suiker           |
| glycerol                                        | 0,6                                        | E422             |
| glycyrrizinezuur                                | 50                                         | ?                |
| hernandulcine, (+)-isomeer                      | 1250                                       |                  |
| invertsuiker                                    | 1,2                                        | suiker           |
| lactitol                                        | 0,9                                        | E966             |
| lactose                                         | 0,15                                       | suiker           |
| lood(II)acetaat                                 | ?                                          | giftig           |
| lugdunaam                                       | 220.000                                    |                  |
| maltitol                                        | 0,9                                        | E965             |
| maltose                                         | 0,32                                       | suiker           |
| mannitol                                        | 0,5                                        | E421             |
| natriumcyclamaat                                | 30                                         | E952             |
| neohesperidine dihydrochalcon                   | 1500-1800                                  | E959             |
| sacharine (orthobenzoëzuursulfimide)            | 550                                        | E954             |
| sacharose                                       | 1                                          | suiker           |
| sorbitol                                        | 0,55                                       | E420             |
| steviolglycoside                                | 250                                        | E960             |
| sucralose (4,1',6'-trichloro-galacto-sacharose) | 650                                        | E955             |
| tagatose                                        | 0,92                                       | geen E-nr.       |
| thaumatine                                      | 2000                                       | E957             |
| xylitol                                         | 1                                          | E967             |